# ブーシア湾

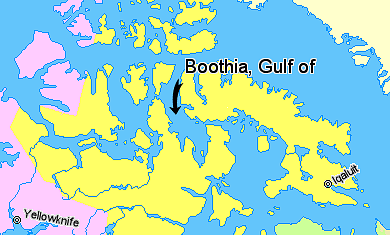
ブーシア湾の位置（カナダ）
ヌナブト準州
ノースウエスト準州
グリーンランド

ブーシア湾（ブーシアわん、英語：英: Gulf of Boothia [ˈbuːθiə] ）は、カナダのヌナブト準州に存在する海域である。行政は湾の東側はクィキクタアルク地域に属し、対する西側はキティクメオト地域の管轄で、単一の湾をそれぞれ別の名称で呼んでいる。

## 概要
プリンスリージェント海峡を北の軸とすると、一帯の地勢は時計回りにバフィン島（東）、フューリー・アンド・ヘクラ海峡からメルヴィル半島を経て（南）、カナダ本土づたいに西のブーシア半島と接している。海域をさらに南下すると コミッティー湾（英語）と呼ばれ、その北西端のシンプソン半島（英語）とペリー湾（英語） に通じる。
1822年の冬、フューリー・アンド・ヘクラ海峡が凍結して航行できなくなったとき、ウィリアム・エドワード・パリー隊の隊員が徒歩で渡ろうとしてこの海域を発見した。命名者は1829年に湾内に入ったジョン・ロスである。ロスは4年の間、冬季に氷に阻まれて脱出できなかった。〈ブーシア〉とは、北西航路発見を目指して探検を後援したフェリックス・ブース卿に捧げた地名である。陸路、この地域に入ったジョン・レイは湾の南端を踏査した（1846年-1847年）。

## 周辺資料
本文の典拠ではない資料。発行年順。
洋書
- Markham, Albert Hastings, and Sherard Osborn. A Whaling Cruise to Baffin's Bay and the Gulf of Boothia. And an Account of the Rescue of the Crew of the "Polaris.". London: S. Low, Marston, Low, and Searle, 1875.
- Collin, A. E. An Oceanographic Study of Prince Regent Inlet, the Gulf of Boothia and Adjacent Waters. [S.l.]: Atlantic Oceanographic Group, 1958.
- Taylor, Jr., William E. ; L. Oschinsky. 1963. "An Archaeological Collection from Somerset Island and Boothia Peninsula, N.W.T. by James W. VanStone + A Contribution to the Human Osteology of the Canadian Arctic, by J.E. Anderson and C.F. Merbs". ARCTIC. 16 (2): 144. ISSN 0004-0843, OCLC 5549535427.
- Barber, D. G., and J. Iacozza. 2004. "Historical Analysis of Sea Ice Conditions in M'Clintock Channel and the Gulf of Boothia, Nunavut: Implications for Ringed Seal and Polar Bear Habitat". Arctic. 57: 1-14.